# Taiki Tamukai
Taiki Tamukai (født 24. marts 1992) er en japansk fodboldspiller, som spiller for den japanske fodboldklub Tokushima Vortis.